# تيد هوب
تيد هوب (بالإنجليزية: Ted Hope)‏ هو منتج أفلام أمريكي، ولد في 1962 في الولايات المتحدة.

## وصلات خارجية
- تيد هوب على موقع IMDb (الإنجليزية)
- تيد هوب على موقع بوكس أوفيس موجو (الإنجليزية)
- تيد هوب على موقع قاعدة بيانات الفيلم (الإنجليزية)